# Никола Лазарков
Никола Лазарков е кмет на Дупница, летописец и общественик.

## Биография
Роден е в края на 1857 г. или началото на 1858 г. Баща му е занаятчия – шивач и клисар в църквата.
От малък Никола остава сирак. Завършва местното трикласно училище при учителя Димитър Чуков, след което учи занаят.
Става пряк свидетел на събитията в Дупница по време на Руско-турска война от 1877 – 1878 г. и пристигането на руските войски в града.
Лазарков работи като писар, а след това е секретар и общински бирник в Общинското управление.
През 1895 г. отваря книжарница-дюкян. Член е на Народнолибералната партия. Приятел и съмишленик е с Никола Малешевски, Яне Сандански, Гоце Делчев, Кръстьо Асенов и много други.
От октомври 1899 до юли 1900 г. Никола Лазарков е кмет на Дупница, а по-късно и помощник-кмет при кмета Христо Янков. Като кмет с негова покана в Дупница за първи път тържествено се отбелязва 22-годишнината от подписването на Санстефанския договор – на 19 февруари 1900 г.
По същото време е и активен член на Дупнишкото македоно-одринско дружество „Единство“ на Македоно-одринската организация, на което е касиер и деловодител.
Публикува за първи път своите „Спомени из робското минало на гр. Дупница и селата му“. Следващата година издава ново преработено и допълнено издание през 1924 г. Умира в Дупница през 1930 г.